# Albenga

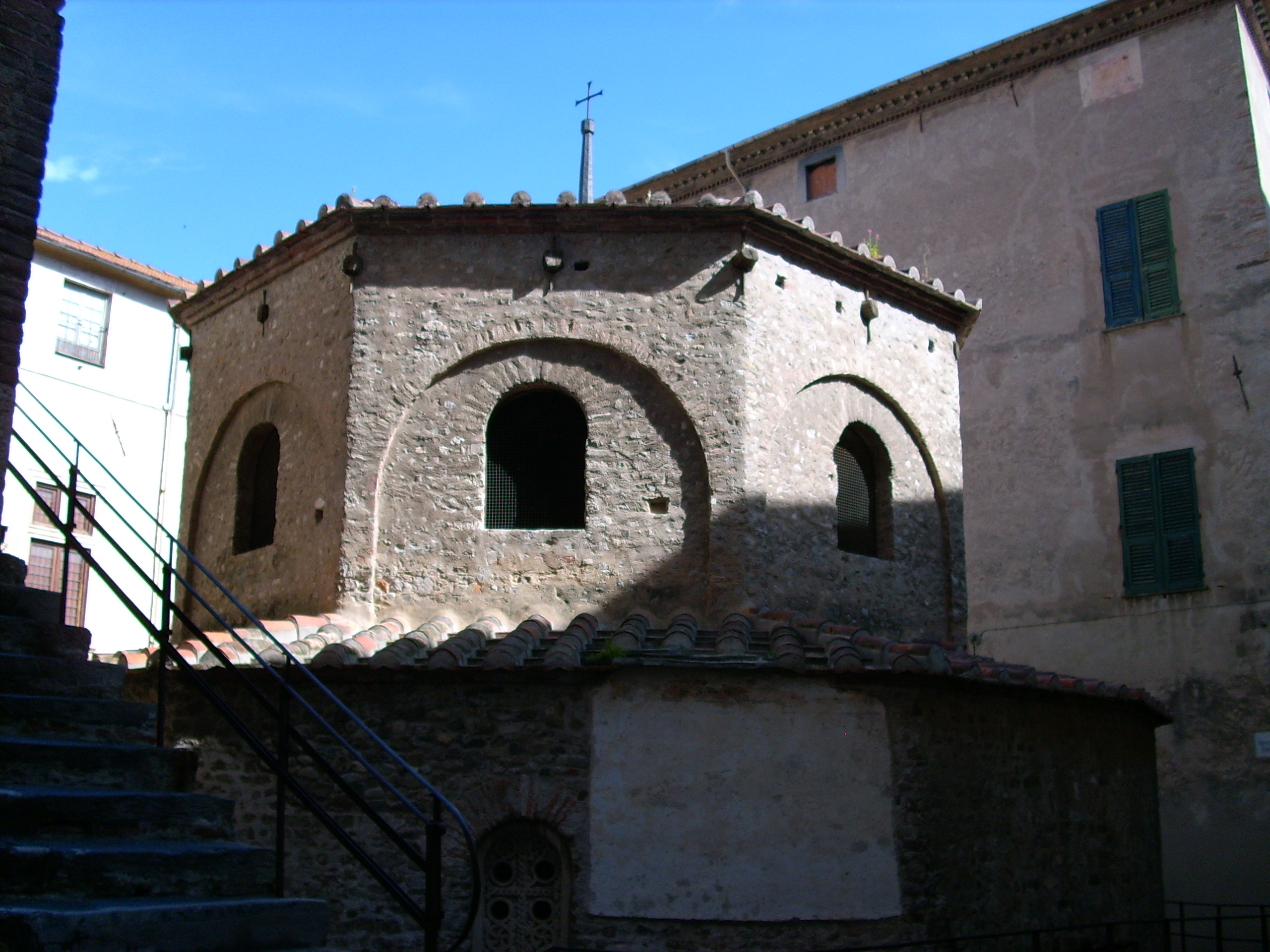
Baptisterio del.

Albenga (Arbénga en ligur) es un municipio italiano de 23.888 habitantes en la provincia de Savona. Se encuentra en el golfo de Génova en la Riviera italiana.
La economía se basa en el turismo, el comercio local y la agricultura.

## Historia
La ciudad tiene orígenes celtas, siendo la capital de los ligures y floreció como el municipium de Albingaunum con el Imperio romano, debido a su posición estratégica como lugar de paso de la costa al interior, y la vía Julia Augusta, la calzada romana costera, inaugurada en el año 13 a. C. Una medida de la prosperidad agrícola de la región es que Próculo de Albingaunum (ejecutado hacia el año 281), fue capaz de reunir y armar a 2.000 esclavos propios de sus latifundios para oponerse al emperador Probo durante la crisis del siglo III.
Desde mediados del siglo V Albenga fue sede de un obispado. Su baptisterio paleocristiano, que quizá data de entonces, queda ahora un poco por debajo del nivel de la calle moderna. Depósitos aluviales llevados por el torrencial Centa han ido enterrando poco a poco la sección meridional de la Albingaunum romana y su puerto.
Albenga tiene un centro histórico bien conservado, conservando la planta romana y rodeada por murallas antiguas. Aún conserva cuatro de sus torres medievales y otras construidas, según planta romana, en torno a un patio.
La fortuna de Albenga declinó con el auge de Génova, pero ahora prospera de nuevo como centro turístico y agrícola.
En el siglo XV los españoles les llevaron la devoción a Santa Eulalia, cuya iglesia hoy día ha desaparecido, aunque la gente de su antiguo barrio sigue formando parte de la fiesta del "Palio dei Rioni ingauni": el fin de semana del Cuatro de Julio, desafío entre los cuatro barrios históricos de la ciudad vieja: San Juan, Santa Eulalia, San Siro y Santa María; todos los participantes de los distritos están vestidos con trajes medievales.

## Museos
- Museo Diocesano de Albenga sitio de la 1982 en la casa del obispo, en salas decoradas con frescos y XV, en parte, presenta la exposición de obras de arte y materiales proventienti de la excavación de la catedral. Entre las pinturas destacan un San Juan atribuye a Caravaggio Reni y el Martirio de Santa Catalina de Guido Reni.
- Ingauno Museo establecido en 1933 por Nino Lamboglia en un palacio antiguo de la ciudad, recoge los objetos medievales y romanos (esculturas, grabados, sarcófagos y frescos de los siglos XV), colecciones arqueológicas y epigráficas.
- Naval romana museo, fundado en 1950, cerca del palacio de Cepolla Peludo y reúne a más de un ánfora romana mil recuperado de un barco en el siglo I a. C. se hundió en las aguas de Albenga. Fue el primer barco de carga romano descubierto y explorado el fondo del mar Tirreno. La recuperación temprana se produjo en 1950 por la uña de la nave. Además hay una sección con materiales de las cuevas prehistóricas del Valle de Pennavaira
- Museo de la civilización del petróleo, en un sitio de un antiguo molino de propiedad de la familia de Sommariva, la exposición etnográfica se dedica a la transformación de las aceitunas, el aceite de oliva y el vino.
- Muestra una Palazzo Oddo, con la exposición Transparencia Magia y otros espacios para exposiciones temporales, en el interior hay el famoso Blue Plate Albenga.
- Galería de Arte Moderno Albenga G.A.M.A. en la Piazza San Michele 4

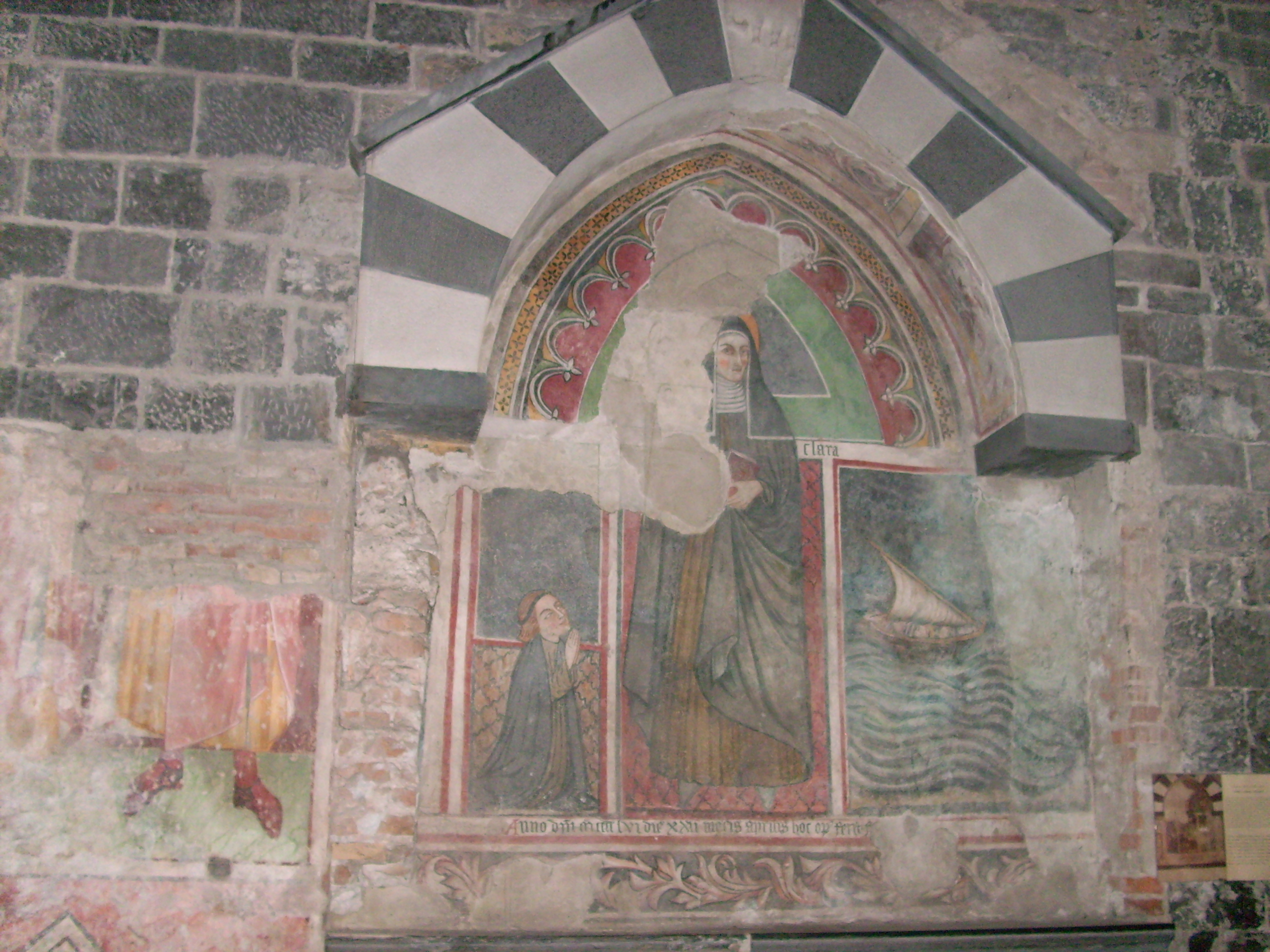
Fresco de Santa Clara
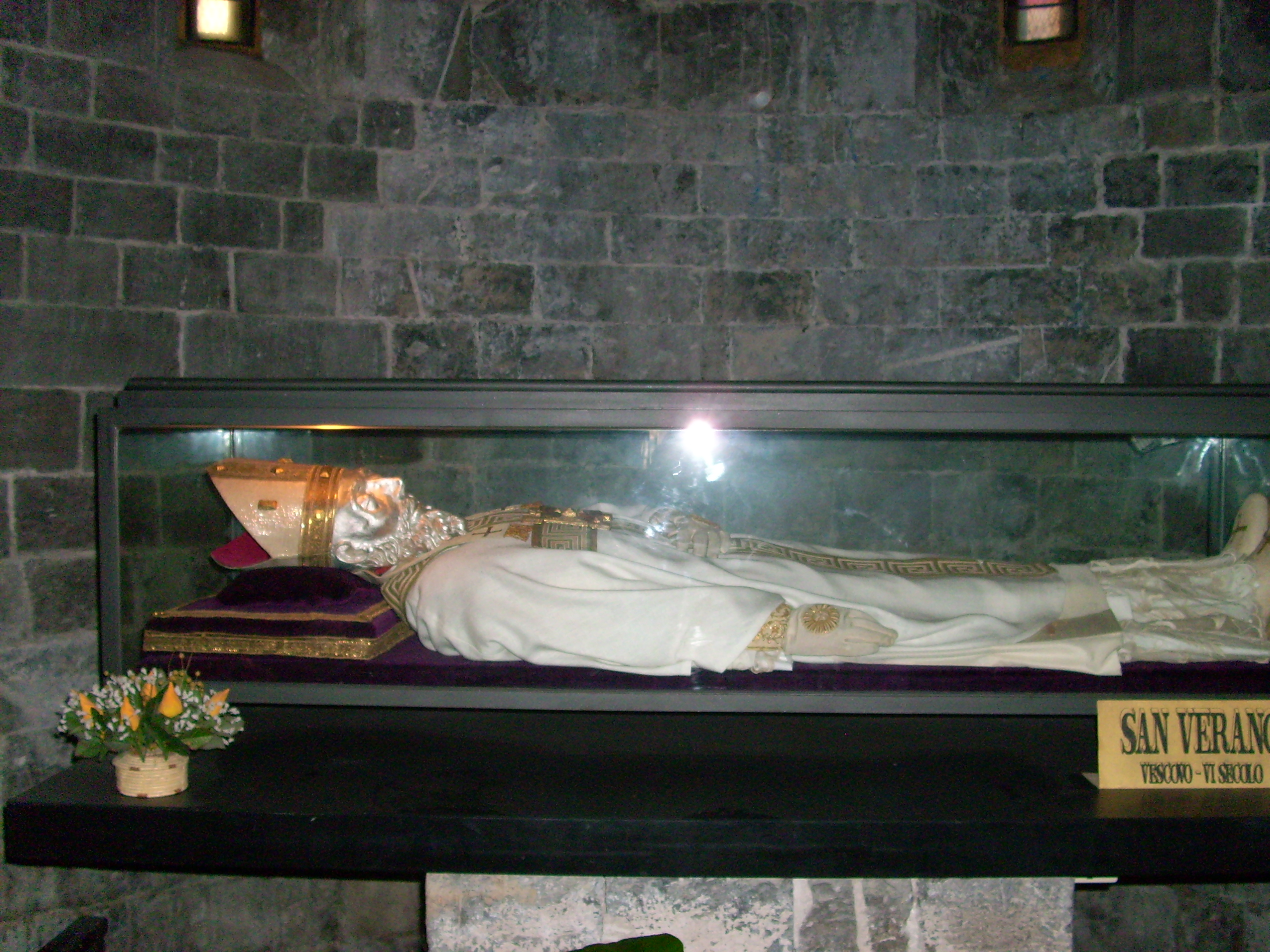
Reliquias de San Verano
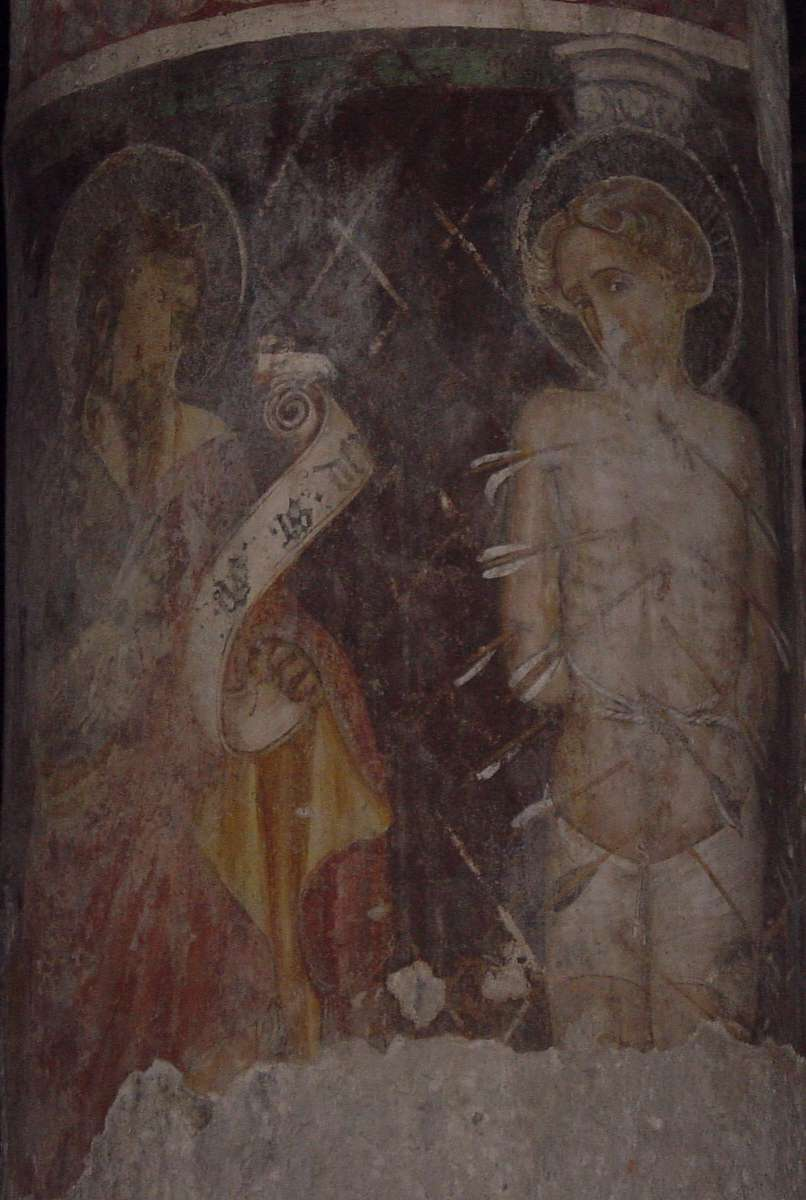
Los frescos de Juan Bautista y San Sebastián
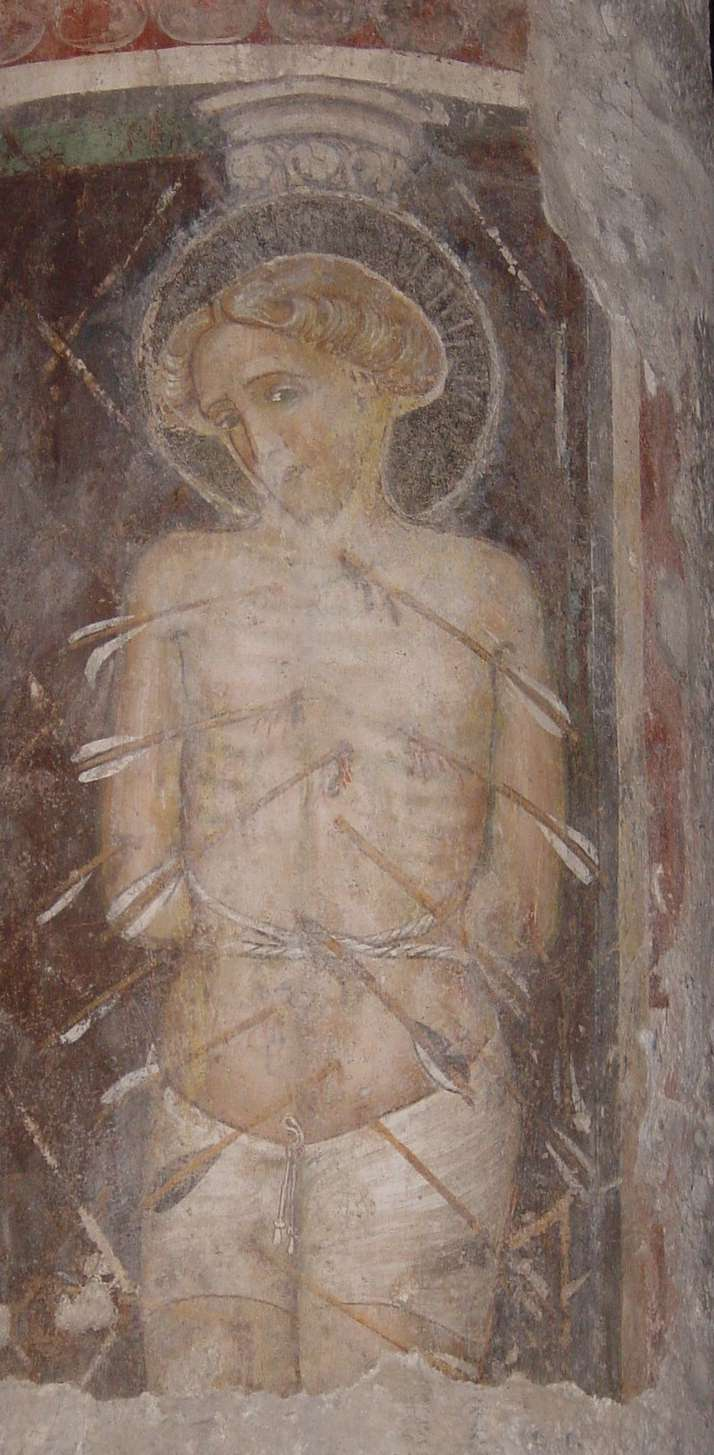
Detalle de San Sebastián

## Cocina
Entre las especialidades locales más famosos son:
- Espárragos púrpura
- Zucchini trompeta
- Espinosa alcachofa
- Tomate corazón de buey
- Las galletas con semillas de hinojo, conocidos en la jerga local Baxin de Arbenga (trad. Baci d'Albenga)
- El aceite de oliva virgen extra Oliva Taggiasca
- El Pesto
- El "caviar" de Centa
- El Farinata con harina de garbanzos
- Los panqueques bianchetti
- El Focaccia
- El Ciappe de petróleo
- L 'aceite de Taggiasca en salmuera
- El Peaches con Pigato

Entre las bebidas:
- Los vinos blancos Pigato, Vermentino y Lumassina
- Los vinos tintos Ormeasco y Rossese
- Grappa alcachofas y naranja amarga
- Licor de espárragos púrpura

## Evolución demográfica
| Gráfica de evolución demográfica de Albenga entre 1861 y 2001 |
|                                                               |
| Fuente ISTAT - elaboración gráfica de Wikipedia               |

## Ciudad hermanada
- Dabas,  Hungría